# جميلة (فلم)
جميلة فيلم مصري تاريخي من إنتاج عام 1958، يحكي عن أحد أهم الشخصيات في تاريخ الجزائر وهي جميلة بوحيرد. الفيلم من إخراج يوسف شاهين وتأليف كل من عبد الرحمن الشرقاوي وعلي الزرقاني ونجيب محفوظ. الفيلم لم يحك قصة جميلة فقط بل عرض نضال شعب الجزائر ضد الاحتلال الفرنسي.
هو أول فيلم يُركز فقط على دور المرأة الجزائرية في ثورة التحرير الجزائرية سنة 1954. صدر الفيلم بعد عام واحد فقط من تعذيب واعتقال جميلة بوحيرد، ومنعته حكومة احتلال الجزائر لعقود. على الرغم من ذلك، نجح أول فيلم سياسي واضح لشاهين في حشد التضامن الواسع مع المقاومة الجزائرية من جميع أنحاء العالم العربي، بدءًا من مصر. الفيلم ضمن قائمة أفضل مئة فيلم في تاريخ السينما المصرية.

## قصة الفيلم
تتكلم القصة عن جميلة، فتاة جزائرية تعيش مع شقيقها الهادي وعمها مصطفى، في حي القصبة أثناء الاحتلال الفرنسي للجزائر، وتشاهد جميلة مدى ظلم وجبروت وقسوة الجنود الفرنسيين في تعاملهم مع أبناء وطنها، وتستيقظ روحها الوطنية عندما ترى تعذيب ومقتل زميلتها أمينة بالمدرسة، فقد كانت ضمن منظمة لمقاومة الاحتلال الفرنسي، وتنضم جميلة إلى الفدائي يوسف، وتقرر هي أيضاًً مقاومة الاحتلال مع مجموعة من الفدائيين وتشترك مع زميلتها بو غزة بعملية فدائية ليقبض خلالها على بو غزة ثم يُقتل عمها أيضاًً رمياً بالرصاص، فتستمر جميلة في عملياتها الفدائية ولكن في إحدي تلك العمليات يقبض على جميلة ويعذبونها بشدة على يد الكولونيل بيجار وذلك من أجل أن تقر وتعترف بأسماء جميع الفدائيين العاملين معها، وتقاوم جميلة شتى أنواع التعذيب، ويتطوع المحامي الفرنسي جاك فيرجيس للدفاع عنها، وتحكم المحكمة عليها بالإعدام وينتهي الفيلم بهذا الحكم، ولكن جميلة في الواقع تبرأ بعد ذلك لأن الجزائر حصلت على الاستقلال.

## الممثلون
البطولة
- ماجدة في دور جميلة بوحيرد.
- صلاح ذو الفقار في دور عزام.
- أحمد مظهر في دور يوسف.
- زهرة العلا في دور بو عزة.
- رشدي أباظة في دور بيجار.
- كريمان في دور حسيبة.
- فريدة فهمي في دور سيمون.
- حسين رياض في دور القاضي حبيب.

شارك بالتمثيل
- محمود المليجي في دور المحامي الفرنسي جاك فيرجيس.
- فاخر فاخر في دور مصطفى بوحيرد عم جميلة.
- صلاح نظمي.
- فتوح نشاطي.
- عدلي كاسب في دور قائد للمقاومة الجزائرية.
- عبد الغني قمر.
- سعيد خليل.
- أحمد لوكسر.
- أحمد أباظة.
- عبد العزيز غنيم.
- سليمان الجندي في دور الهادي شقيق جميلة.
- محمد حمدي.
- محمد أباظة.
- تهاني راشد في دور المجاهدة أمينة.
- نادية الجندي في دور المجاهدة علياء.
- عزيز ناصر.
- وزة.

## فريق العمل
- إخراج: يوسف شاهين
- قصة: يوسف السباعي
- سيناريو وحوار: نجيب محفوظ، عبد الرحمن الشرقاوي، علي الزرقاني، وجيه نجيب
- إنتاج: أفلام ماجدة
- توزيع: أفلام ماجدة
- مونتاج: محمد عباس
- مدير التصوير: عبد العزيز فهمي
- التصوير الداخلي والتحميض والطبع تم في ستوديو مصر
- التصوير الخارجي تم في ستوديو الأهرام

## الموضوعات
في حين أن فيلم معركة الجزائر - الذي صدر بعد أربع سنوات من فيلم شاهين سنة 1966 - تلقى انتقادات لتصويره رمزًا جنسانيًا وتشويهًا للمجاهدات الجزائرية، تعتبر جميلة الجزائرية الفيلم الأول والوحيد الذي ركّز فقط على دور المرأة. في الواقع، جميلة بوحيرد هي واحدة فقط من ثلاث نساء ظهرن لفترة وجيزة في فيلم معركة الجزائر. يرسم فيلم شاهين النضال الجزائري ضد الاحتلال الفرنسي، ويركز جزءًا كبيرًا من الفيلم على اغتصاب وتعذيب جميلة بوحيرد.
عند تصوير الفيلم، كانت جميلة بوحيرد الحقيقية لا تزال في سجن فرنسي. وفقًا للفيلم، تذهب البطلة بجرأة إلى الإعدام، لكن في الواقع، اضطرت السلطات الفرنسية، تحت ضغط الرأي العام، إلى استبدال عقوبة الإعدام بالأشغال الشاقة مدى الحياة. ومع ذلك، فقد أُطلق سراحها من السجن. وكان أكثر من ساهم في إطلاق سراحها المحامي الفرنسي جاك فيرجيس، الذي تزوجته جميلة لاحقًا بعد إطلاق سراحها من السجن.
لم يُعرض الفيلم على الشاشة لفترة طويلة، حيث منعت السلطات الفرنسية ذلك بكل طريقة ممكنة. في عام 1959، دخل الفيلم في مسابقة مهرجان موسكو السينمائي الدولي، ولكن مرة أخرى، بناءً على طلب الجانب الفرنسي، عُرض الفيلم فقط خارج المنافسة. في العام نفسه، طُرح الفيلم على نطاق واسع في مصر وبعض الدول الأخرى (الصين، اليابان، المجر، ...).

## الاستقبال

### دعم من الحكومة المصرية
صدر الفيلم خلال حقبة القومية العربية الناصرية في مصر، عندما سمحت ذروة المشاعر القومية العربية لصانعي الأفلام مثل شاهين بالقيام بإنتاج واسع النطاق لمشاريع من شأنها أن تصور بشكل إيجابي القادة العرب الثوريين مثل جمال عبد الناصر. مع توقيع الحكومة على ميثاق عدم الانحياز عام 1955، ووقوع العدوان الثلاثي والثورة الجزائرية، سمح السياق لشاهين بالمساهمة في تنمية الخطاب المناهض للاستعمار من العالم الثالث والذي عرضه الفيلم.

### منع الفيلم في الجزائر المُحتلّة
بسبب أن الفيلم كان مؤثرًا في حشد الدعم من الدول العربية الأخرى ضد الفرنسيين، فقد تم حظر الفيلم في الجزائر تحت الاحتلال الفرنسي، لكن المنع استمر لما بعد الاستقلال، ويعتقد البعض أن هذا كان بسبب زواج جميلة بوحيرد من المحامي الفرنسي جاك فيرجيس.

## وصلات خارجية
- مقالات تستعمل روابط فنية بلا صلة مع ويكي بيانات
- صفحة الفيلم في قاعدة بيانات الأفلام العربية